# 262

## Decese
- dată necunoscută: Eugenia din Roma martiră romană creștină (n. ?)